# 가상
가상(일본어: 家相 카소우[*])은 일본에서 토지나 집의 배치로 길흉을 따지는 것이다. 중국의 풍수가 그 기원이지만 일본 특유의 신불습합 사상과 관계되어 일본적으로 독자적 발전을 한 일본식 풍수라 할 수 있다.  태극사상과 음양도도 큰 영향을 미쳤다.